# Linda Goodman
Linda Goodman, nascuda Mary Alice Kemery (10 d'abril de 1925 - 21 d'octubre de 1995) va ser una astròloga, escriptora, poetessa i periodista estatunidenca.
En l'àrea d'estudi de l'astrologia la Linda Goodman és una de les figures més famoses i de més prestigi.

## Primers anys
Malgrat Goodman mai no va revelar la seva data i lloc de naixement, es va saber pòstumament que l'any de la seva vinguda al món va ser 1925. Segons alguns testimonis, va néixer a casa dels seus pares a la ciutat de Parkersburg, però segons Goodman ho va fer a casa dels seus avis materns a Morganstown (Virgínia de l'Oest). Es graduà d'estudis mitjans a l'institut de Parkersburg l'any 1943.

## Carrera
Mary Alice assumí el pseudònim Linda durant un programa de ràdio molt popular que ella presentava a l'emissora WOCOM de Parkersburg. El programa es titulava Cartes d'amor de part de la Linda. Cada programa consistia en el fet que la Linda llegia les cartes que s'escrivien els soldats que servien al front durant la II Guerra Mundial i les seves enamorades. Cada carta era puntuada amb la cançó més popular del dia. Mentre treballava a la ràdio va conèixer el que seria el seu segon marit, Sam O. Goodman, de qui prendria el cognom.
Començà la seva carrera como escriptora col·laborant en diferents diaris de l'est i sud-oest dels Estats Units. També va escriure discursos per a la líder pels Drets Civils de la població negre, Whitney Young que va treballar durant anys com a presidenta de la National Urban League.
Alguns han suggerit que la Linda Goodman va ser responsable en part del ràpid naixement del moviment de la Nova Era a causa de l'èxit sense precedents que va tenir el seu llibre Els signes del zodíac i el seu caràcter, publicat l'any 1968. Va ser el primer llibre dedicat a l'astrologia que va tenir un lloc d'honor a la llista dels llibres més venuts del diari The New York Times. Aquest èxit va ser seguit pel llibre Els signes del zodíac i l'amor, publicat l'any 1978 i que tornà a ocupar els primers llocs dels llibres més venuts del The New York Times. Goodman escrigué altres llibres dedicats a l'astrologia sempre amb el seu estil únic on barrejava poesia, amor, tesis sobre la reencarnació, miracles i fe. Venus trines at midnight és un exemple de poesia astrològica i Gooberz, potser el seu llibre més personal sobre astrologia, on amb un estil de poema èpic, ple de referències personals i on abunden misteriosos simbolismes plens de lirisme màgic explica la seva vida íntima i les seves conviccions a sobre de la reencarnació, el karma, l'amor, la fe, els miracles i la religió. Començà a escriure´l l'any 1967 i no el publicà fins a l'any 1989. Goodman sempre mantingué una carrera prestigiosa durant tota la seva vida, aconseguint als Estats Units una gran fama i reconeixement popular.

### Vida personal
Linda Goodman es casà en primeres núpcies amb William Snyder, amb qui tingué dos fills: Sarah Snyder (Sally), i William (Bill) Snyder. El matrimoni se separà i la Linda es tornà a casar amb Sam O. Goodman amb qui tingué dos fills: Jill Goodman i Michael Goodman. Gairebé durant tota la seva vida adulta la Linda visqué a la ciutat de Cripple Creek, Colorado. El 10 de desembre de 1973 patí una desgràcia que marcaria la resta de la seva vida personal. La seva filla gran, Sally va desaparèixer sense deixar rastre. La filla treballava com a actriu amb el nom de Sarah Stratton i fins i tot havia guanyat un premi de l'Acadèmia d'actors aquell mateix any 1973. Després de trobar-se un cadàver en avançat estat de descomposició a l'apartament on vivia la Sally. Els forenses van determinar que la noia s'havia suïcidat ingerint medicaments i alcohol. Com que el padrastre va ser incapaç de reconèixer el cadàver descompost trobat, ja que no s'assemblava a la filla i li faltaven trets característics que tenia la Sally (una cicatriu amb forma de teranyina), la Linda Goodman negà que aquell cadàver fos la seva filla i demanà a la policia que continués investigant. Sempre va mantenir la fe que trobaria la filla, d'una manera o d'una altra. Va buscar-la fins a la fi dels seus dies, convençuda que havia estat raptada i que d'alguna manera, mitjançant drogues o per rentada de cervell a la Sally no se li permetia tornar amb la seva família. Va gastar diners i tot el temps que li quedava de vida buscant la Sally, emprant detectius o seguint els camins de l'ocultisme. A part d'això continuava la seva carrera professional, com escriptora, astròloga, col·laboradora a programes de ràdio i televisió i columnista, però mai no va perdre l'esperança de trobar la Sally o poder contactar amb ella. Malauradament la noia mai no va tornar a donar senyals de vida.
Sovint en els seus llibres publicats després de la desaparició de la filla, ens poden trobar missatges per a ella on la Linda li diu que la continua buscant.
Linda Goodman va morir el 21 d'octubre de l'any 1995 per complicacions de la diabetis que patia.